# Helicoverpa
Helicoverpa es un género de lepidópteros ditrisios de la familia Noctuidae (subfamilia Heliothinae). Las orugas de algunas especies son importantes plagas para la agricultura que atacan diversas plantas cultivadas.

## Especies actuales
- Helicoverpa armigera Hübner, 1805
- Helicoverpa gelotopoeon oruga bolillera
- Helicoverpa punctigera Wallengren, 1860
- Helicoverpa zea Boddie, 1850
- Helicoverpa stombleri (Okumura & Bauer, 1969)
- Helicoverpa assulta Guenée, 1852
- Helicoverpa prepodes Common, 1985

## Especies extintas
- Helicoverpa confusa
- Helicoverpa minuta